# Cryptanthus dorothyae
Espèce
Cryptanthus dorothyae est une espèce de plantes à fleurs de la famille des Bromeliaceae, endémique du Brésil et décrite en 1996 par le botaniste brésilien Elton Leme.

## Distribution
L'espèce est endémique du Sud-Est du Brésil, présente notamment dans les États de Rio de Janeiro et d'Espírito Santo au sud-est du Brésil.

## Description
Selon la classification de Raunkier, l'espèce est hémicryptophyte.